# 吉田比砂子
吉田 比砂子（よしだ ひさこ、1924年9月11日 - ）は、日本の児童文学作家。
別筆名に南原 湖実。

## 略歴
岡山県出身。東京府立第一高等女学校卒業。
1960年『雄介の旅』で講談社児童文学作品、1963年『コーサラの王子』で産経児童出版文化賞、1976年『マキコは泣いた』で小学館文学賞、1997年児童文化功労者（日本児童文学者協会）、1998年『すっとこどっこい』で日本児童文芸家協会賞受賞。

## 著書
- 『雄介の旅』（講談社） 1960
- 『コーサラの王子』（講談社） 1963
- 『なにを見んとて野に出でしか』（南原湖実名義、東邦出版社） 1970
- 『あくまのクーちゃん』（理論社） 1972
- 『青春の中国記』（南原湖実名義、東邦出版社） 1974
- 『マキコは泣いた』（理論社） 1975
- 『目が見えなくても』（講談社） 1977.10、のち青い鳥文庫
- 『おこりんぼ大将』（理論社） 1978.1
- 『コッペが飛んだあ』（旺文社） 1978.12
- 『はてなのおにえもん』（太平出版社） 1979.11
- 『しず子のせんそう』（小学館） 1980.8
- 『おばけのがっこう』（太平出版社） 1980.9
- 『雨っこ雲のぼうけん』（太平出版社） 1981.4
- 『お母さん、すきになっちゃった』（佑学社） 1983.3
- 『モモコひとり旅』（理論社） 1985.3
- 『はるかなり ある中国残留孤児の記録』（小学館） 1987.8
- 『泣くな! 男、真次郎 ある引き揚げ孤児の物語』（佑学社） 1987.10
- 『億おく長者になりたい? エリカ、その夏の二週間』（けやき書房） 1994.12
- 『すっとこどっこい』 全4部（アテネ社） 1998.8

### 伝記
- 『アンデルセン』（国土社、子ども伝記全集） 1968
- 『ヘレン＝ケラー』（講談社、講談社の子ども伝記)） 1980.3
- 『ジンギスカン』（ぎょうせい、世界の伝記） 1980.5
- 『パスツール』（ぎょうせい、世界の伝記） 1980.12
- 『太平洋にかけた平和の橋 世界のために働いた新渡戸稲造』（佼成出版社） 1986.10
- 『シュトラウス ようこそワルツの国へ』（音楽之友社、ジュニア音楽ブックス） 1992.12

## 翻訳
- 『オルコット物語』（コーネリア・メグス、白木茂共訳、岩崎書店、オルコット少女名作全集） 1961
- 『少女記者ペギー』（バグビー、岩崎書店） 1963、のちフォア文庫
- 『ライラックの花かげに』（オルコット、集英社） 1975
- 『イングマルソン家の人びと エルサレム 1』（セルマ・ラーゲルレーヴ、けやき書房） 1996.2